# 불사조 로보트 피닉스킹
《불사조 로보트 피닉스킹》은 1984년 정수용 감독에 의해 제작된 대한민국의 로봇 애니메이션 영화이다. 미국과 유럽에서는 ‘우주의 수호자(Defenders of Space)’라는 제목으로 더빙되어 방영되었다.

## 제작진
오프닝 크레딧
- 기획: 노무웅
- 제작: 최덕수
- 각본: 임웅순
- 구성: 이태준
- 총지휘: 안봉식
- 진행: 임은주
- 음악: 정민섭
- 편집: 이경자
- 원화: 윤영상, 문정아, 이성찬, 김중호
- 배경: 국헌주, 이천복, 황영주
- 특수효과: 배상중, 최용건
- 촬영: 김종석
- 촬영부: 허태희, 오종윤
- 주식회사 대광기획 작품
- 감독: 정수용

엔딩 크레딧
- 동화: 박순신, 강명남, 함근식, 정주왕, 심현구, 함송열, 이경희, 서현석, 임성민, 추교선, 홍문수, 전기섭, 조미선, 이규철, 한상헌
- 선화: 유인호
- 채화: 김소영, 김양희, 안선민, 김효순, 이지순, 천은정
- 현상: 세방현상소
- 녹음: 청맥녹음실
- 협찬: 진양과학교재사
- 성우: 한국교육방송국 성우 일동